# Grace Stark
Grace Stark (* 6. Mai 2001 in White Lake, Michigan) ist eine US-amerikanische Hürdenläuferin, die sich auf die 100-Meter-Distanz spezialisiert hat.

## Sportliche Laufbahn
Grace Stark wuchs in Michigan auf und sammelte 2018 erste internationale Erfahrungen, als sie bei den Olympischen Jugendspielen in Buenos Aires die Goldmedaille gewann. 2019 begann sie ein Studium an der University of Florida und 2022 wurde sie NCAA Hallenmeisterin im 60-Meter-Hürdenlauf sowie 2024 über 100 m Hürden im Freien. Zudem nahm sie 2024 an den Olympischen Sommerspielen in Paris teil und belegte dort in 12,42 s im Finale den fünften Platz. Anschließend wurde sie bei der Athletissima in 12,38 s Zweite, wie auch beim Memoriał Kamili Skolimowskiej in 12,37 s. Im Jahr darauf erreichte sie bei den Hallenweltmeisterschaften in Nanjing das Finale über 60 m Hürden und belegte dort in 7,74 s den fünften Platz.

## Persönliche Bestleistungen
- 100 m Hürden: 12,31 s (+0,7 m/s), 30. Juni 2024 in Eugene
  - 60 m Hürden: 7,72 s, 23. März 2025 in Nanjing